# Wieże mieszkalne w Bolonii
Wieże mieszkalne – budowle mieszkalno-obronne w formie wysokich, smukłych, murowanych wież o podstawie zbliżonej do kwadratu, wznoszone w średniowieczu na terenie Bolonii we Włoszech. Specyficzna forma wież mieszkalnych, wykształcona w tej części Półwyspu Apenińskiego. Według różnych źródeł w okresie szczytowego rozwoju tych konstrukcji, tj. w XII-XIII w., w mieście mogło istnieć od 80 do ok. 180 takich wież.

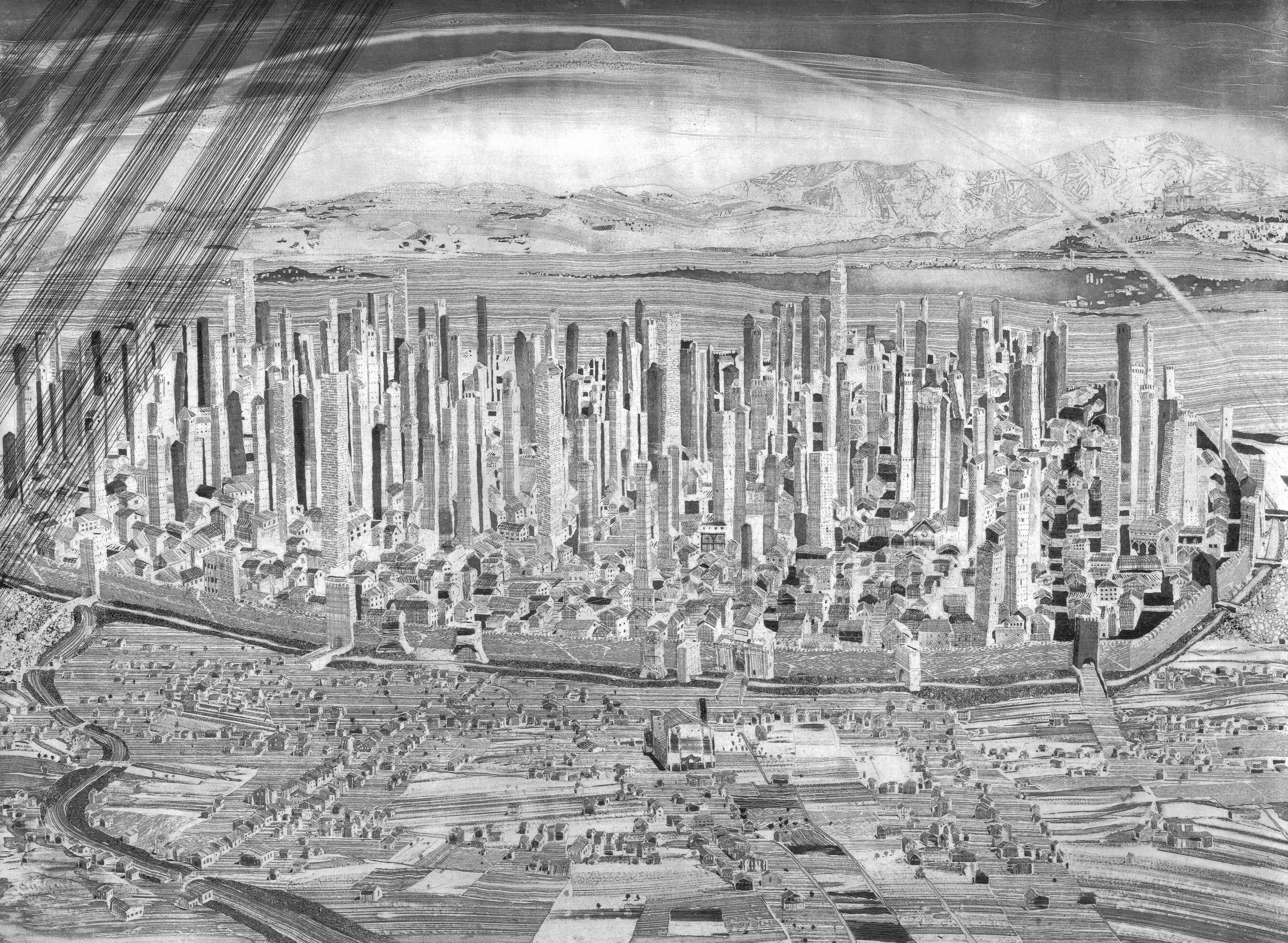
Fantastyczna wizja średniowiecznej Bolonii, zdominowanej przez dziesiątki wież mieszkalnych (Toni Pecoraro, 2012).

Budowano je jako konstrukcje obronne w sytuacji permanentnego zagrożenia w okresie ciągłych wojen i lokalnych starć stronnictw gwelfów i gibelinów. Każdy możniejszy ród bolończyków starał się w ten sposób zabezpieczyć przed wrogami – zarówno tymi zewnętrznymi, jak i wewnętrznymi. Pomimo nazwy, w wieżach tych ze względu na ciasnotę i kłopotliwą dyspozycję pomieszczeń trudno było mieszkać. Trzymano w nich głównie rodzinne skarbce, rodowe dokumenty, nadania i przywileje, a także zapasy niezbędne na wypadek krótkotrwałego oblężenia. Z czasem funkcje obronne wież zaczęły schodzić na dalszy plan, a rozmiary budowli, a zwłaszcza ich wysokości, były traktowane tylko jako świadectwo potęgi rodu.
Już z końcem XIII w. wieże – kłopotliwe w utrzymaniu i zajmujące w mieście miejsce, które można było bardziej ekonomicznie wykorzystać – zaczęły znikać z krajobrazu Bolonii. Część z nich, niekonserwowana, rozpadała się sama, inne zawczasu rozbierali ich właściciele. Trend taki trwał do początków XX w.: torre degli Conforti została rozebrana w roku 1918, a torre degli Artenisi i torre degli Riccadonna, istniejące przy Mercato di mezzo – w roku 1919. W nielicznych istniejących wieżach urządzano z czasem magazyny, zbrojownie, a nawet areszty. Do dziś przetrwało ok. 20 wież.
Wszystkie wieże wznoszono według podobnego schematu. Miały kwadratowy (lub zbliżony do kwadratu) rzut i wysokość zwykle od 25 do 30 m. Tylko nieliczne sięgały wyżej. Głębokie na 5–10 m fundamenty osadzano na wbitych w grunt drewnianych palach. Podstawy budowano często z bloków krystalicznej odmiany gipsu, zwanej selenitem, występującej w pobliżu miasta. Mury wznoszono w sposób typowy dla średniowiecza: przestrzeń pomiędzy dość cienkimi ścianami zewnętrznymi i wewnętrznymi, murowanymi z cegieł, wypełniano gruzem i kamieniami wymieszanymi z zaprawą wapienną. Budowa wieży wysokiej na 60 m mogła trwać od 3 do nawet 10 lat. Ciągi kwadratowych otworów, widocznych na zewnętrznych ścianach, to miejsca po wspornikach, na których układano drewniane rusztowania.

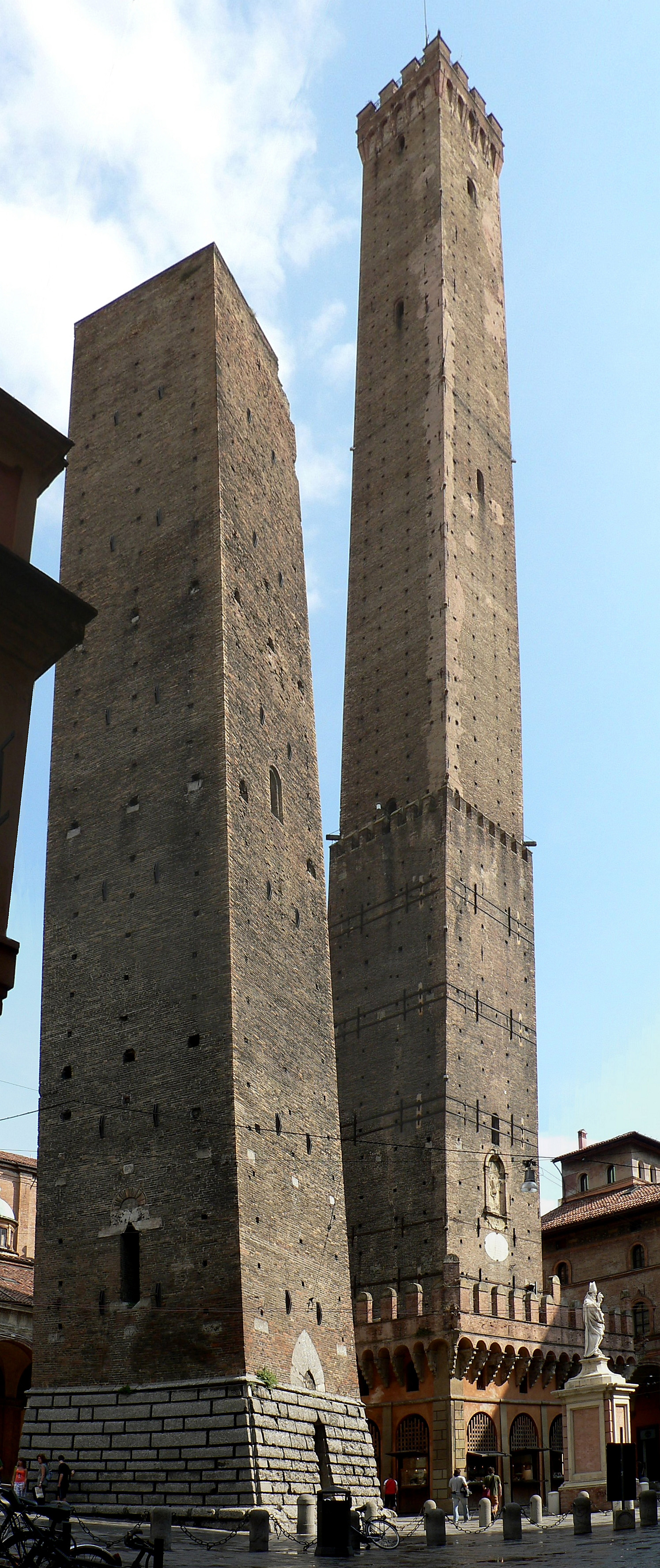
Najsłynniejsze krzywe wieże: „Asinella” i „Garisenda”

Najsłynniejszymi wieżami w Bolonii są „Asinella” i „Garisenda” – znane jako „krzywe wieże w Bolonii”. 
Wyjątkowo wysoka wieża Asinellich („Asinella”; wł. torre degli Asinelli) jest najwyższą zachowaną wieżą mieszkalną w Bolonii. Została zbudowana pomiędzy 1109 a 1119 r. przez Gerharda Asinelli ze stronnictwa gibelinów. Tworzą ją dwa masywne, czworoboczne trzony o niewielkiej zbieżności, ustawione jeden na drugim, o łącznej wysokości 97,2 m. Wymiary dolnego trzonu u podstawy wynoszą 9,1 x 8,8 m, zaś u jego szczytu, na wysokości 34,4 m – 8 x 8 m. Wymiary podstawy trzonu górnego to 7 x 7 m, zaś jego wierzchołka na wysokości 89 m (gdzie zaczyna się galeryjka szczytowa) – 6,5 x 6,5 m. Wieża jest wyjątkowo smukła: liczbowy stosunek jej wysokości do boku podstawy wynosi blisko 11. Żadna inna wieża w Bolonii nie zbliża się do tej wartości. Odchylenie wieży od pionu w kierunku zachodnim powstało na skutek obsunięcia się fundamentów częściowo już w trakcie jej wznoszenia, a częściowo po zakończeniu budowy. Obecnie wynosi ono 2,23 m (ok. 1º 18’) i nie powiększa się.
Grubość murów wieży jest zmienna: od 4,1 m u podstawy do 0,95 m na szczycie. Wieża ma na wszystkich ścianach łącznie jedynie 9 okien oraz dwa wejścia. Arkady otaczające parter budowli wybudowano później i nie podpierają one wieży. Wnętrze było kilkakrotnie przebudowywane, a jednolity ciąg schodów (obecnie 498 stopni) ukończono dopiero w 1684 r. (wcześniej górne kondygnacje były dostępne tylko po drabinach). Wieża jest udostępniona do zwiedzania. Widok z niej podziwiał już w październiku 1786 r. Johann Wolfgang Goethe.
Wieża Garisendich („Garisenda”; wł. torre della Garisenda) powstała w tym samym czasie co „Asinella”. Wzniesiona przez Filipa i Odda Garisendich miała rywalizować wysokością ze swoją sąsiadką. Już jednak podczas budowy obsunęły się fundamenty i wieża, która osiągnęła ok. 60 m, znacznie się pochyliła. Aby uchronić ją od zawalenia, w 1351 r. obniżono ją do obecnej wysokości 48 m. Wieża posiada przekrój w formie kwadratu o boku od 8 m u podstawy do 7 m u szczytu. Grubość murów maleje od 2,35 m u podstawy do 1,95 m u góry. Odchylenie „Garisendy” od pionu wynosi 3,22 m (tj. ok. 3º 50’) i jest blisko trzykrotnie większe niż „Asinelli”. Pod koniec XX w. w celu wzmocnienia konstrukcji wieża została na dwóch poziomach opięta stalowymi opaskami. Dante wspomina ją w Boskiej komedii (Piekło, XXXI, 136-140).
Drugą co do wysokości zachowaną wieżą w Bolonii jest torre Altabella (torre degli Azzoguidi), stojąca w pobliżu katedry San Pietro. Ma ona 61 m wysokości i utrzymuje idealny pion.